# Adam Levine
Adam Noah Levine (Los Angeles, 18 de março de 1979) é um cantor e músico norte-americano. É mundialmente conhecido por ser vocalista e guitarrista da banda Maroon 5. Também foi técnico por 16 temporadas do reality show: The Voice - EUA.

## Vida pessoal

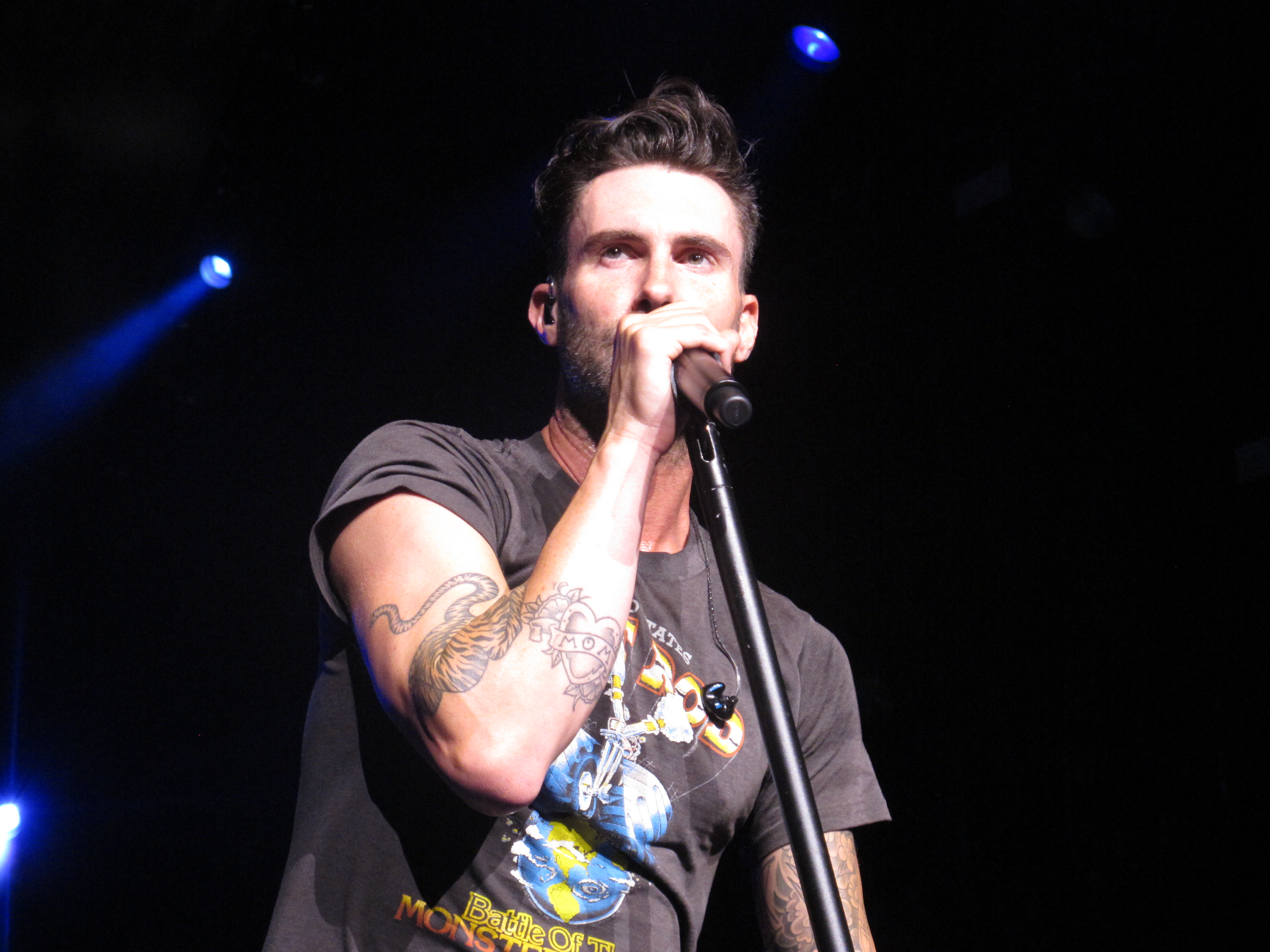

Nasceu em Los Angeles, Califórnia, filho de Patsy Noah e Fred Levine, tem um irmão, Michael, uma meia irmã, Julia, filha de sua madrasta, e dois meio irmãos, Sam e Liza. Seu tio é Timothy Noah, jornalista e escritor. Em 2005, Adam e Ryan Seacrest do American Idol ajudaram a inauguração de M. Fredric MAN, segunda loja de seus pais, em Studio City. Em 2014 Adam se casou com a modelo namibiana Behati Prinsloo, na noite de 19 de julho, em Flora Farms, Cabo de São Lucas, México. Em 21 de setembro de 2016 nasceu a primeira filha do casal Dusty Rose Levine e em 15 de fevereiro de 2018 nasceu a segunda filha do casal, Gio Grace Levine.
Levine frequentou a Brentwood School (instituição privada), onde conheceu os membros originais da banda Kara's Flowers logo em seguida Maroon 5: Jesse Carmichael, Mickey Madden e Ryan Dusick. Adam é canhoto e foi diagnosticado com Transtorno do déficit de atenção com hiperatividade. Apesar de seu problema, sempre foi um ótimo aluno e tirava boas notas.
Torcedor fanático dos Lakers, Adam Levine já foi fotografado assistindo aos jogos com vários famosos, dentre eles David Beckham e Zac Efron.
O avô materno e o pai de Adam são judeus, enquanto sua avó materna era protestante. Adam disse se considerar judeu.
Adam foi eleito em 2013 pela People magazine o homem mais sexy vivo desse mesmo ano. Levine lida com transtorno do déficit de atenção e hiperatividade (TDAH) e é ativista por melhores condições de vida para as pessoas que portam a condição.

## Carreira
Aos 17 anos, Adam junto com seus amigos, Jesse, Mickey e Ryan, decidiram juntos montar a banda Kara’s Flowers. Um ano depois assinou contrato com a Reprise Records e lançou o disco The Fourth World. Após uma temporada com seu primeiro disco, em 1999, finalizou seu contrato com a gravadora. Durante a faculdade conheceu outros estilos musicais, mudando sua maneira de cantar. Com essa nova visão musical do grupo e um novo membro, James Valentine como guitarrista, renomeou a banda como Maroon 5, que já lançou seis álbuns: Songs About Jane, It Won't Be Soon Before Long, Hands All Over, Overexposed , V e Red Pill Blues.

### Participações musicais
Em 2005, Levine participou da música "Live Again" do Ying Yang Twins e apareceu no álbum Late Registration de Kanye West, no terceiro single "Heard 'Em Say". Ele também participou da música "Wild Horses", que faz parte do terceiro álbum da cantora Alicia Keys, Alicia Keys: MTV Unplugged. Em 2006, co-escreveu a faixa "Say It Again" para o álbum N.B. de Natasha Bedingfield. Ele também foi vocal de apoio nesta música. Em 2009 participou da canção "Bang, Bang" do rapper K'naan, no ano seguinte de "Gotten", do álbum solo do Slash. Em 2011, participou da música "Stereo Hearts" da banda Gym Class Heroes, que chegou ao Top 10 da Billboard Hot 100. Ele irá fazer uma música com 50 Cent, "Fatherhood" para seu novo álbum Street King Immortal.

### Participação Com50 Cent,EminemeSlash
Em 2012, Adam fez uma participação na música My Life do rapper 50 Cent, com participação também do rapper Eminem.
Em 2010, participou da música Gotten do álbum de estreia auto-intulado do guitarrista Slash.

### Outros trabalhos
Em 2007, apareceu no primeiro episódio da 33ª temporada de Saturday Night Live no quadro SNL Digital Short nomeado Iran So Far com Andy Samberg, Fred Armisen e Jake Gyllenhaal. Levine interpretou ele mesmo enquanto cantava uma verso humorado de uma "canção de amor" para Mahmoud Ahmadinejad. Em 2009, participou da música "Bang Bang" do artista K'naan no novo álbum deste, "Troubadour".
Em 2010, participou da iniciativa We Are the World 25 for Haiti, emprestando sua voz, cantando com outros artistas, a célebre música We are the World. A iniciativa arrecadou dinheiro para doações às vitimas dos terremotos que destruíram o Haiti. Em 2011, Adam e sua banda Maroon 5 participaram do Rock in Rio no Rio de Janeiro, no dia 1 de outubro, retornando em 2012 com show de divulgação de seu álbum Overexposed.
Em 2011 Adam estreou como mentor do programa The Voice da NBC, ao lado de Christina Aguilera, Cee-lo Green e Blake Shelton. A primeira temporada teve Javier Colon, do Team Adam, como vencedor. Continua como mentor nas duas temporadas seguintes. Em 2012, teve pequena participação na segunda temporada de American Horror Story. Além disso, trabalhou em Begin Again, um filme de 2013 no qual interpretou Dave, um cantor pop em ascensão (não o próprio Adam)  e fez par romântico com Keira Knightley. O filme conta também com as participações de Mark Rufallo e do cantor Cee-Lo Green, com quem fez as 3 primeiras temporadas do TV Show The Voice. Em 2019, Adam confirmou em suas redes sociais que não estaria retornando à sua cadeira na 17ª temporada do programa, após 8 anos como mentor.

## Filmografia

### Cinema
| Ano  | Título                             | Papel               | Notas          |
| ---- | ---------------------------------- | ------------------- | -------------- |
| 2005 | Email!                             | Computador          | Curta-metragem |
| 2013 | Begin Again                        | Dave                |                |
| 2015 | Pitch Perfect 2                    | Jurado do The Voice |                |
| 2015 | Klown Forever                      | Ele mesmo           |                |
| 2016 | Popstar: Never Stop Never Stopping | Ele mesmo           |                |
| 2017 | Fun Mom Dinner                     | Luke                |                |
| 2017 | The Clapper                        | Ranter              |                |

### Televisão
| Ano       | Título                        | Papel                    | Notas                           |
| --------- | ----------------------------- | ------------------------ | ------------------------------- |
| 1997      | Beverly Hills, 90210          | Ele mesmo                | Episódio: "Forgive and Forget"  |
| 2008      | CSI: NY                       | Ele mesmo                | Episódio: "Page Turner"         |
| 2009      | 30 Rock                       | Ele mesmo                | Episódio: "Kidney Now!"         |
| 2011-2019 | The Voice                     | Jurado                   | 347 episódios                   |
| 2012      | American Horror Story: Asylum | Leo Morrison             | 3 episódios                     |
| 2013      | Family Guy                    | Ele mesmo                | Episódio: "Quagmire's Quagmire" |
| 2016      | Broad City                    | Ele mesmo                | Episódio: "Jews on a Plane"     |
| 2016      | Big Mouth                     | Membro do Bros 4 Life #2 | Episódio: "Dadda Dia!"          |

### Video game
| Ano  | Título    | Papel     |
| ---- | --------- | --------- |
| 2009 | Band Hero | Ele mesmo |